# Ceropegia vincifolia
Ceropegia vincifolia là một loài thực vật có hoa trong họ La bố ma. Loài này được Hook. mô tả khoa học đầu tiên năm 1839.

## Hình ảnh

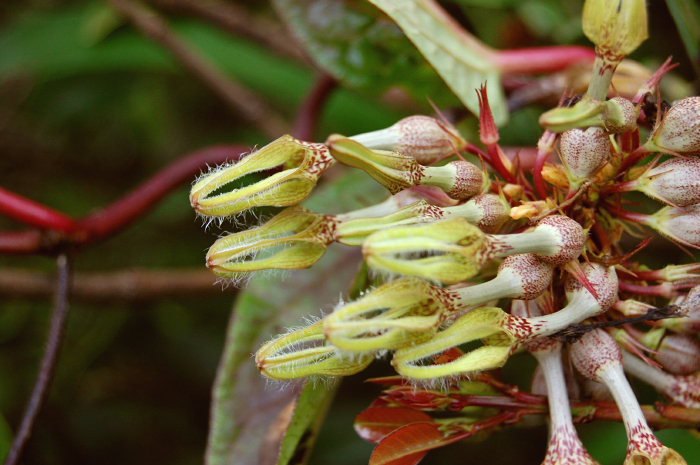
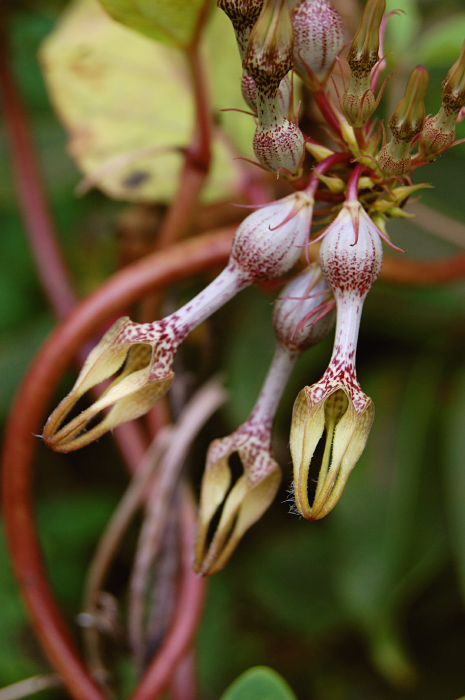